# Феннер фон Феннеберг, Даниэль
Даниель Феннер фон Феннеберг (нем. Daniel Fenner von Fenneberg; 31 октября 1818, Брунико, Южный Тироль — 15 февраля 1863, Брегенц) — австрийский политический деятель.

## Биография
Родился в Тироле, сын австрийского фельдмаршал-лейтенанта.
В 1837—43 годах служил в австрийской армии.
В 1847 году напечатал брошюру «Oesterreich und seine Armee», после чего вынужден был покинуть Австрию. Он вернулся туда после мартовской революции и в октябре 1848 года был одним из начальников Национальной гвардии, защищавшей революционную Вену от осаждавшего её Виндишгреца.
Со своим товарищем по командованию гвардией Венцелем Мессенхаузером он был не в ладах, обвиняя его в трусливости (Мессенхаузер после нескольких поражений хотел сдаться Виндишгрецу, а Феннеберг стоял за сопротивление до последней крайности), и эти ссоры немало повредили защите Вены. После взятия Вены Феннеберг успел бежать, спасаясь от расстрела. В мае 1849 года Феннеберг стал во главе революционных сил в Пфальце, но после неудачи при нападении на крепость Ландау сложил с себя командование и уехал в Швейцарию, а затем в США.
Там он занимался журналистской работой, был нотариусом, служил в управлении железной дороги, вообще переменил несколько профессий, в 1858 году захворал душевной болезнью и был перевезён в Европу. Написал: «Geschichte der Wiener Oktobertage» (1849), «Zur Geschichte der rheinpfälzischen Revolution und des badischen Aufstandes» (2 изд., Цюрих, 1850).